# Gowrammanahalli, Jagalur
Gowrammanahalli là một làng thuộc tehsil Jagalur, huyện Davanagere, bang Karnataka, Ấn Độ.